# Rafael Trujillo
Rafael Leónidas »El Jefe« Trujillo Molina, diktator iz Dominikanske republike, * 24. oktober 1891, San Cristóbal, Dominikanska republika, † 30. maj 1961, Ciudad Trujillo (današnji Santo Domingo).
Trujillo je Dominikanski republiki vladal od leta 1930 vse do njegovega atentata leta 1961.  V letih 1930−1938 in 1942-1952 je državi predsedoval, med preostankom svoje diktature pa je vladal kot neizvoljeni caudillo. Njegova vladavina, ki je med prebivalci Dominikanske republike znana kot La Era de Trujillo (sl.Trujillevo obdobje) je ena izmed najkrvavejših, kar jih je videla Amerika, pa tudi klasični primer kulta osebnosti - spomeniki Trujillu so bili praktično vsepovsod. Ocene število smrtnih žrtev med njegovo vladavino postavljajo na približno 50 tisoč, od tega približno 20 do 30 tisoč samo za smrtne žrtve Peteršiljevega pokola. 